# Masakazu Morita
Masakazu Morita (森田 成一?, Morita Masakazu; Fukuoka, 21 ottobre 1972) è un attore e doppiatore giapponese.
Attualmente sotto contratto con la Aoni Production, Morita è conosciuto soprattutto per aver dato voce a celebri personaggi di anime, manga e videogiochi come Ichigo Kurosaki (Bleach), Tidus (Final Fantasy X), Auel Neider (Mobile Suit Gundam SEED Destiny) e Pegasus (I Cavalieri dello zodiaco - Saint Seiya - Hades).
Ha inoltre doppiato Troy Bolton, il personaggio interpretato da Zac Efron, nell'adattamento giapponese di High School Musical e High School Musical 2.
Ha vinto il "Best Rookie Actor" durante i Seiyū Awards per il ruolo di Ichigo Kurosaki. 

## Doppiaggio

### Anime
- Baccano! (Claire Stanfield)
- Bakuman (Kazuya Hiramaru)
- Beack (Hyoudou Masaru)
- Big Order (Eiji Hoshimiya)
- Black Clover (Rhya)
- Bleach (Ichigo Kurosaki)
- Dragon Ball: Ossu! Kaette kita Son Goku to nakama-tachi!! (Tarble)
- Final Fantasy VII: Advent Children - motion actor
- Kiniro no Corda (Kazuki Hihara)
- Kite Liberator (Rin Gaga)
- Kuroko's Basket (Shōgo Haizaki)
- Mobile Suit Gundam SEED Destiny (Auel Neider)
- MAJOR (Satou Toshiya)
- One Piece (Marco)
- Onmyou Taisenki (Yakumo Yoshikawa)
- Prince of Tennis (Tashiro)
- Ring ni kakero (Ryuji Takane)
- I Cavalieri dello zodiaco - Saint Seiya - Hades (Seiya di Pegasus)
- Shaman King (2021) (Mosuke)
- Tiger & Bunny (Barnaby Brooks Jr.)
- Dragon Ball Z: La battaglia degli dei (Whis)
- Dragon Ball Z: La resurrezione di 'F' (Whis)
- Dragon Ball Super (Whis, Iru, Iwen, kunshi, Clone di Vegeta ep. 45-46)

### Videogiochi
- Final Fantasy X (Tidus)
- Kingdom Hearts (Tidus)
- Final Fantasy X-2 (Tidus, Shuyin)
- Riveria: The Promised Land (Ledah)
- Yo-Jin-Bo: The Bodyguards (Yozaburo Shiraanui)
- Sengoku Basara 2 (Maeda Keiji)
- Summon Night: Swordcraft Story 2 (Loki)
- Dynasty Warriors 5 (Pang De)
- Mobile Suit Gundam SEED: Alliance vs. Z.A.F.T. (Auel Neider)
- Tokimeki Memorial Girl's Side: 2nd Kiss (Saeki Teru)
- Puyo Puyo!: 15th Anniversary (Schezo Wegey)
- Bleach: Shattered Blade (Ichigo Kurosaki)
- I Cavalieri dello zodiaco - Hades (Seiya di Pegasus)
- Warriors Orochi (Pang De)
- Warriors Orochi 2 (Pang De)
- Sengoku Basara X (Maeda Keiji)
- The Legend of Heroes: Trails in the Sky the 3rd (Lechter Arundel, Jack)
- Super Robot Wars Z (Auel Neider)
- Dissidia Final Fantasy (Tidus)
- Sengoku Basara: Battle Heroes (Maeda Keiji)
- Puyo Puyo 7 (Schezo Wegey)
- Sengoku Basara: Samurai Heroes (Maeda Keiji)
- The Legend of Heroes: Trails from Zero (Lechter Arundel)
- Kingdom Hearts Re:coded (Tidus)
- Deadstorm Pirates (Eric Morgan)
- Dissidia 012 Final Fantasy (Tidus)
- Dynasty Warriors 7 (Pang De)
- Bleach: Soul Resurrección (Ichigo Kurosaki)
- Sengoku Basara: Chronicle Heroes (Maeda Keiji)
- Puyo Puyo!!: 20th Anniversary (Schezo Wegey)
- The Legend of Heroes: Trails to Azure (Lechter Arundel)
- I Cavalieri dello zodiaco - Cronache di guerra (Seiya di Pegasus)
- Dragon Ball Z: Ultimate Tenkaichi (Eroe (malefico)
- Warriors Orochi 3 (Pang De)
- Mobile Suit Gundam SEED Battle Destiny (Auel Neider)
- Dynasty Warriors 8 (Pang De)
- One Piece: Pirate Warriors 2 (Marco)
- Saint Seiya: Brave Soldiers (Seiya di Pegasus)
- Sengoku Basara 4 (Maeda Keiji)
- Dragon Ball Z: Battle of Z (Whis)
- Puyo Puyo Tetris (Schezo Wegey)
- Granblue Fantasy (Azazel, Meteon)
- J-Stars Victory Vs+ (Ichigo Kurosaki, Seiya di Pegasus)
- The Legend of Heroes: Trails of Cold Steel II (Lechter Arundel)
- Final Fantasy Explorers (Tidus)
- Dragon Ball Xenoverse (Whis)
- One Piece: Pirate Warriors 3 (Marco)
- Bleach: Brave Souls (Ichigo Kurosaki)
- Saint Seiya: Soldiers' Soul (Seiya di Pegasus)
- Arslan: The Warriors of Legend (Xandes)
- Dissidia Final Fantasy NT (Tidus)
- One Piece: Burning Blood (Marco)
- Collar x Malice (Aiji Yanagi)
- Sengoku Basara: The Legend of Sanada Yukimura (Maeda Keiji)
- World of Final Fantasy (Tidus)
- Dragon Ball Xenoverse 2 (Whis)
- Puyo Puyo Chronicle (Schezo Wegey)
- Dissidia Final Fantasy: Opera Omnia (Tidus)
- Tales of the Rays (Barnaby Brooks Jr.)
- The Legend of Heroes: Trails of Cold Steel III (Lechter Arundel)
- Dragon Ball FighterZ (Whis)
- Dynasty Warriors 9 (Pang De)
- Warriors Orochi 4 (Pang De)
- The Legend of Heroes: Trails of Cold Steel IV (Lechter Arundel)
- Dragalia Lost (Malka, Azazel)
- Puyo Puyo Champions (Schezo Wegey)
- Jump Force (Pegasus, Ichigo Kurosaki)
- Dragon Ball Z: Kakarot (Whis)
- One Piece: Pirate Warriors 4 (Marco)
- The Legend of Heroes: Trails into Reverie (Lechter Arundel)
- Genshin Impact (Thoma)
- Puyo Puyo Tetris 2 (Schezo Wegey)
- Xenoblade Chronicles 3 (Bolearis)
- Dragon Ball: Sparking! Zero (Whis)
- Bleach: Rebirth of Souls (Ichigo Kurosaki)

### CD Drama
- Special A (Tadashi Karino)

### Ruoli doppiati
- High School Musical (Troy Bolton)
- High School Musical 2 (Troy Bolton)